# Nesamblyops
Nesamblyops is een geslacht van kevers uit de familie van de loopkevers (Carabidae). De wetenschappelijke naam van het geslacht is voor het eerst geldig gepubliceerd in 1937 door Jeannel.

## Soorten
Het geslacht Nesamblyops omvat de volgende soorten:
- Nesamblyops oreobius (Broun, 1893)
- Nesamblyops subcaecus (Sharp, 1886)